# Костёл Святой Екатерины (Вильнюс)
Костёл Свято́й Екатери́ны (костёл бенедиктинок, костёл Котрины, Šventos Kotrynos bažnyčia, kościół Śwętej Katarzyny) — римско-католический костёл, главная постройка сложного ансамбля монастыря бенедиктинок; один из красивейших храмов Вильнюса и выдающийся памятник архитектуры виленского барокко. Ансамбль костёла Святой Екатерины и здание монастыря бенедиктинок включён в Реестр культурных ценностей Литовской Республики, код 643, охраняется государством как объект национального значения. Располагается в Старом городе на улице Вильняус 30 (Виленская, в советское время Людо Гирос; Vilniaus g. 30).

## История

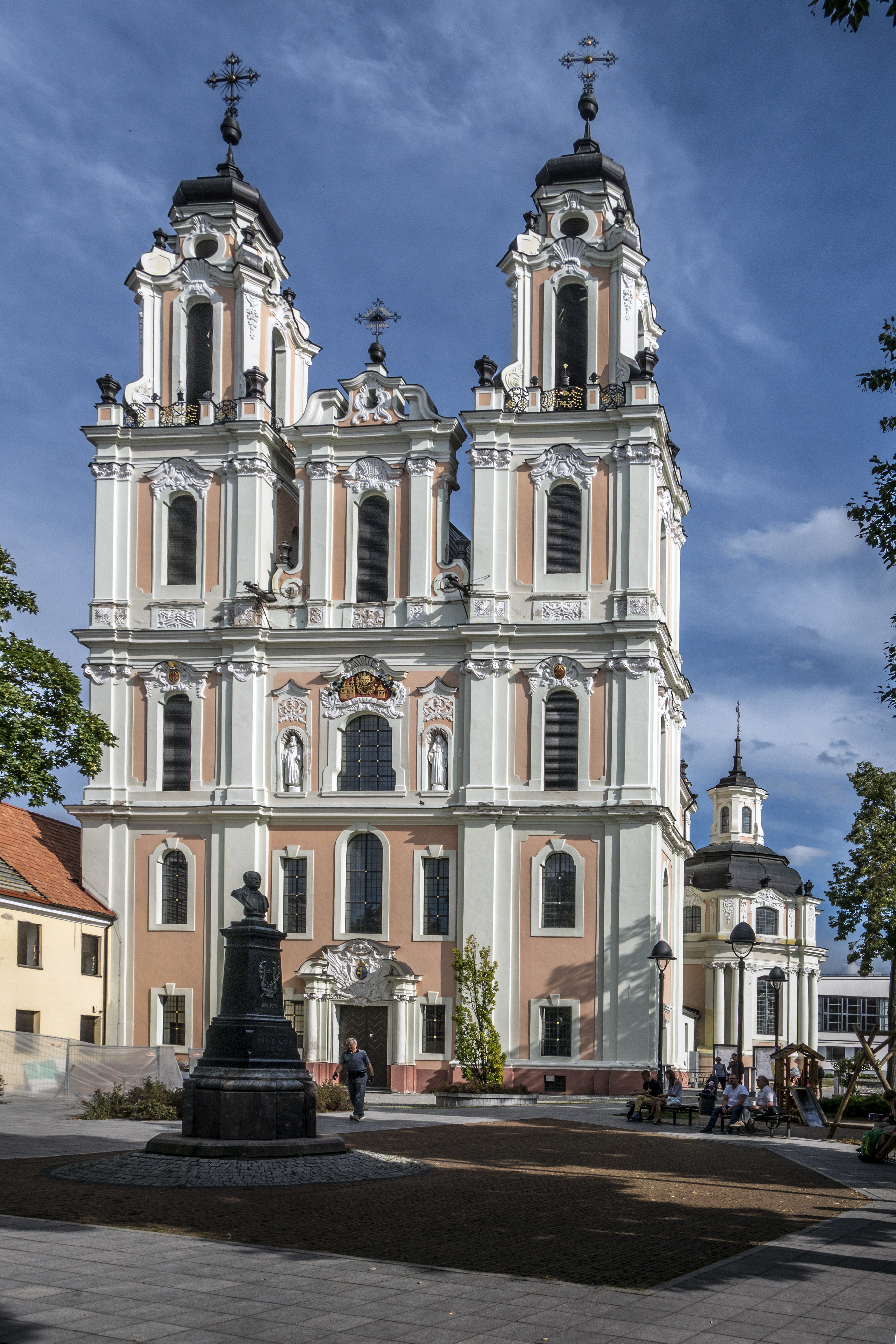
Главный фасад

Ансамбль бенедиктинского монастыря формировался в XVII—XIX веках на значительном участке между улицами Бенедиктиню (Benediktinių g.), Шв. Игното (Šv. Ignoto g.), Вильняус (Vilniaus g.), гранича на юго-востоке с территорией доминиканского монастыря. Обосновавшиеся в Вильне в 1620-х годах монахини-бенедиктинки (прибывшие из Несвижа) построили для себя деревянную церковь (освящена в 1632 году) и постепенно расширявшийся монастырь.
Каменная церковь была построена в 1650 году. При нашествии московских войск и украинских казаков в 1655 году храм и монастырь значительно пострадали. Восстановительные работы затянулись до 1703 года, когда костёл был заново освящён во имя святой Екатерины. К восточной стороне был пристроен пресбитерий с апсидой.
Монастырь и храм сильно пострадали во время опустошительного пожара 1737 года. Реконструкцией в 1741—1773 годах руководил Иоганн Кристоф Глаубиц. Благодаря ему костёл приобрёл современный вид. Позднее работами по декору храма занимался мастер Ян Гедель. В 1759 году для алтаря было приобретено несколько картин известного художника Шимона Чеховича. В 1760-х годах окончательно сформировался интерьер храма — шедевр позднего барокко (незначительные ремонты в XIX веке).
Расцвет монастыря приходится на конец XVII века — начало XVIII века. В 1686 и 1691 годах в монастырь вступили дочери магната Феликса Яна Паца Сибилла Магдалена Пац и Анна, внеся значительные вклады. По завещанию Феликса Яна Паца 1700 года монастырю завещалось большое имущество. Монастырь поддерживал книгоиздание; библиотека монастыря была одной из крупнейших в конгрегации; собрание книг сохранилось и находится в Литовской национальной библиотеке имени Мартинаса Мажвидаса.

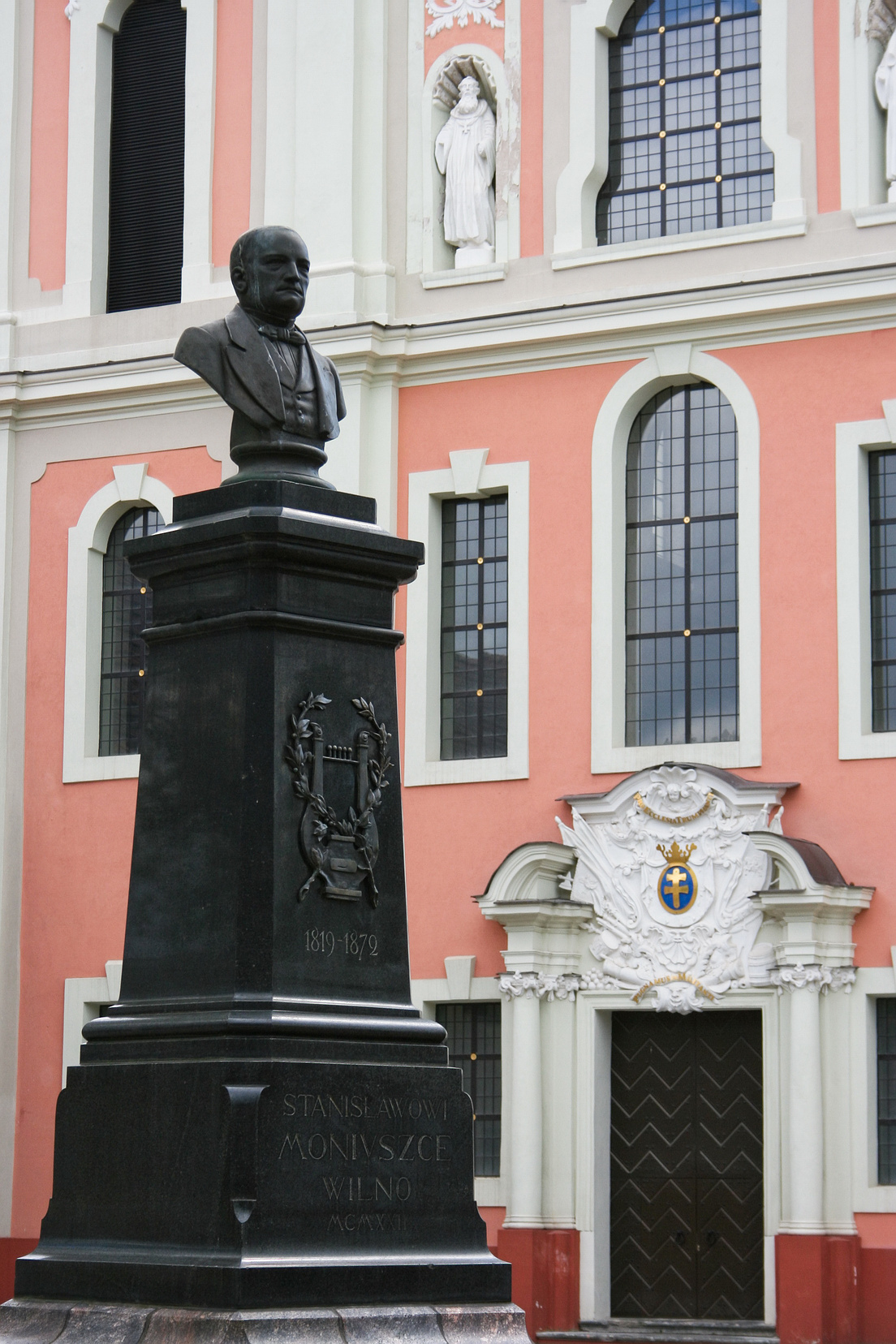
Портал. Памятник Монюшко

Костёл пострадал при нашествии французов во время войны 1812 годы; в разграбленном храме был устроен аптечный склад. В 1922 году в сквере перед костёлом был открыт памятник композитору Станиславу Монюшко (бюст скульптора Болеслава Балзукевича на постаменте, оставшемся от памятника Александру Пушкину после эвакуации бюста русского поэта из Вильны в 1915 году).

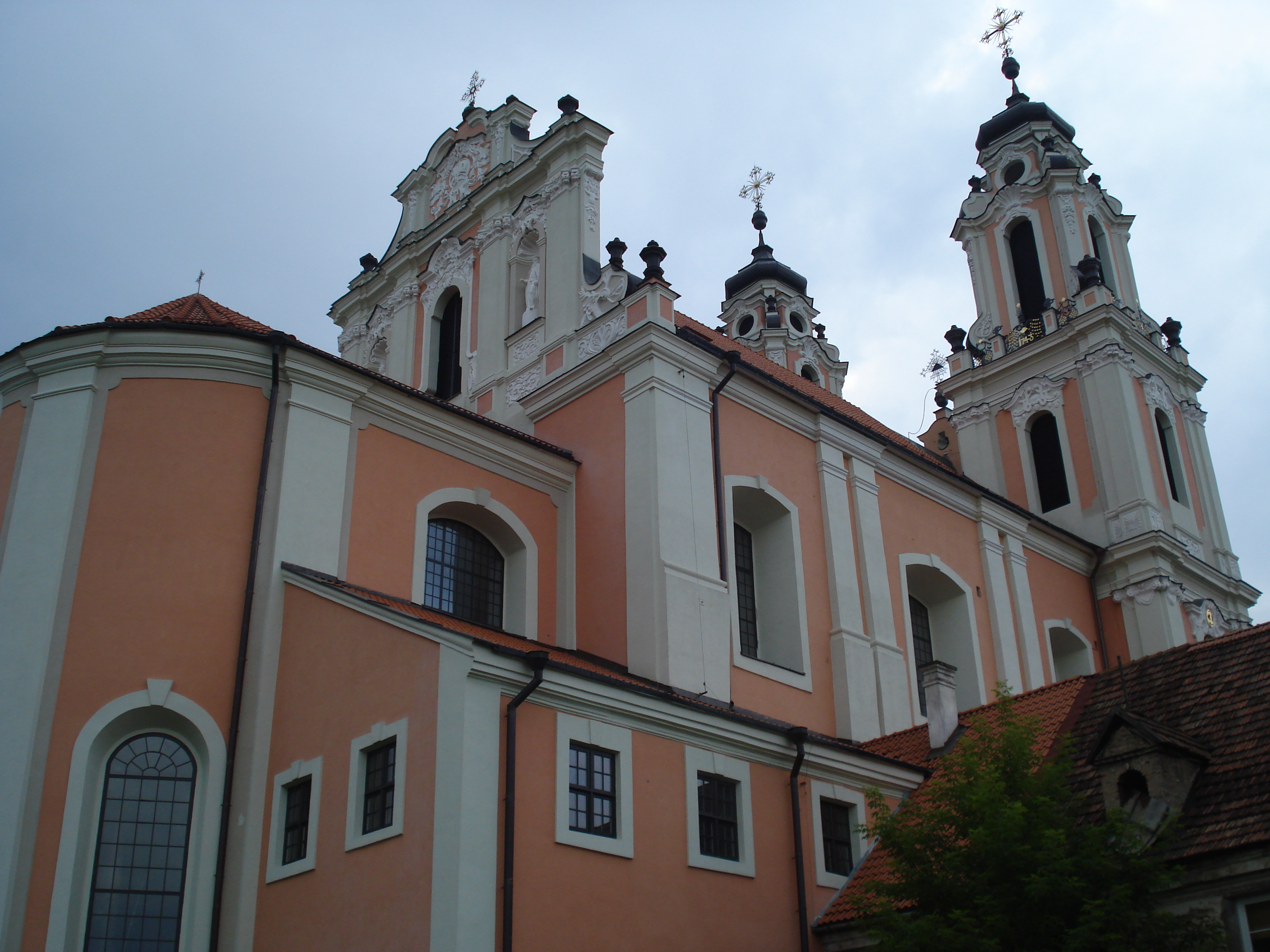
Боковой фасад и апсида

Храм сильно пострадал во время Второй мировой войны. В советское время монастырь был упразднён властями в 1946 году (часть монахинь выехала в Польшу); костёл был закрыт. В здании, переданном в ведении Вильнюсского художественного музея, располагался склад. В помещениях бывшего монастыря были размещены различные учреждения и жилые квартиры. После смены государственного строя храм в 1990 году в порядке реституции был передан в ведение курии Вильнюсской архиепископии.
С костёлом и монастырём весной 1966 года ознакомился Иосиф Бродский, который жил неподалёку на улице Лейиклос

Рядом с улицей стоят два костёла, они не принадлежат к числу знаменитых, но это всё же настоящее вильнюсское барокко — провинциальное, позднее, прелестное. Ближе двубашенный белый костёл Св. Екатерины; чуть далее круглый купол Доминиканцев, изнутри странной на вид и как бы неправильной формы — «ушная раковина Бога» из последнего стихотворения цикла.

Родиться бы сто лет назад 

и, сохнущей поверх перины, 

глазеть в окно и видеть сад, 

кресты двуглавой Катарины; 

<...>
О костёле идёт речь в части второй цикла «Литовский дивертисмент» (1971) Бродского.
В 2003 году Вильнюсское самоуправление подписало договор с Вильнюсским архиепископством, предусматривающий проведение реставрации в недействующих молельных домах с последующим их использованием сроком на двадцать лет для культурной деятельности. В реставрацию было инвестировано 6 миллионов литов. Отреставрированный в рамках выполнения этого договора храм, приспособленный для концертной деятельности и проведения выставок, вновь открылся в мае 2006 года. Администрирование культурной деятельности поручено располагающемуся в здании напротив Вильнюсскому дому учителей, координацию культурных программ осуществляют руководители художественных коллективов самоуправления — хор мальчиков «Ажуолюкас» („Ąžuoliukas“), хор «Молодая музыка» („Jauna muzika“) и камерный оркестр Святого Христофора (Šv. Kristoforo kamerinis orkestras) под руководством Донатаса Каткуса.

## Архитектура

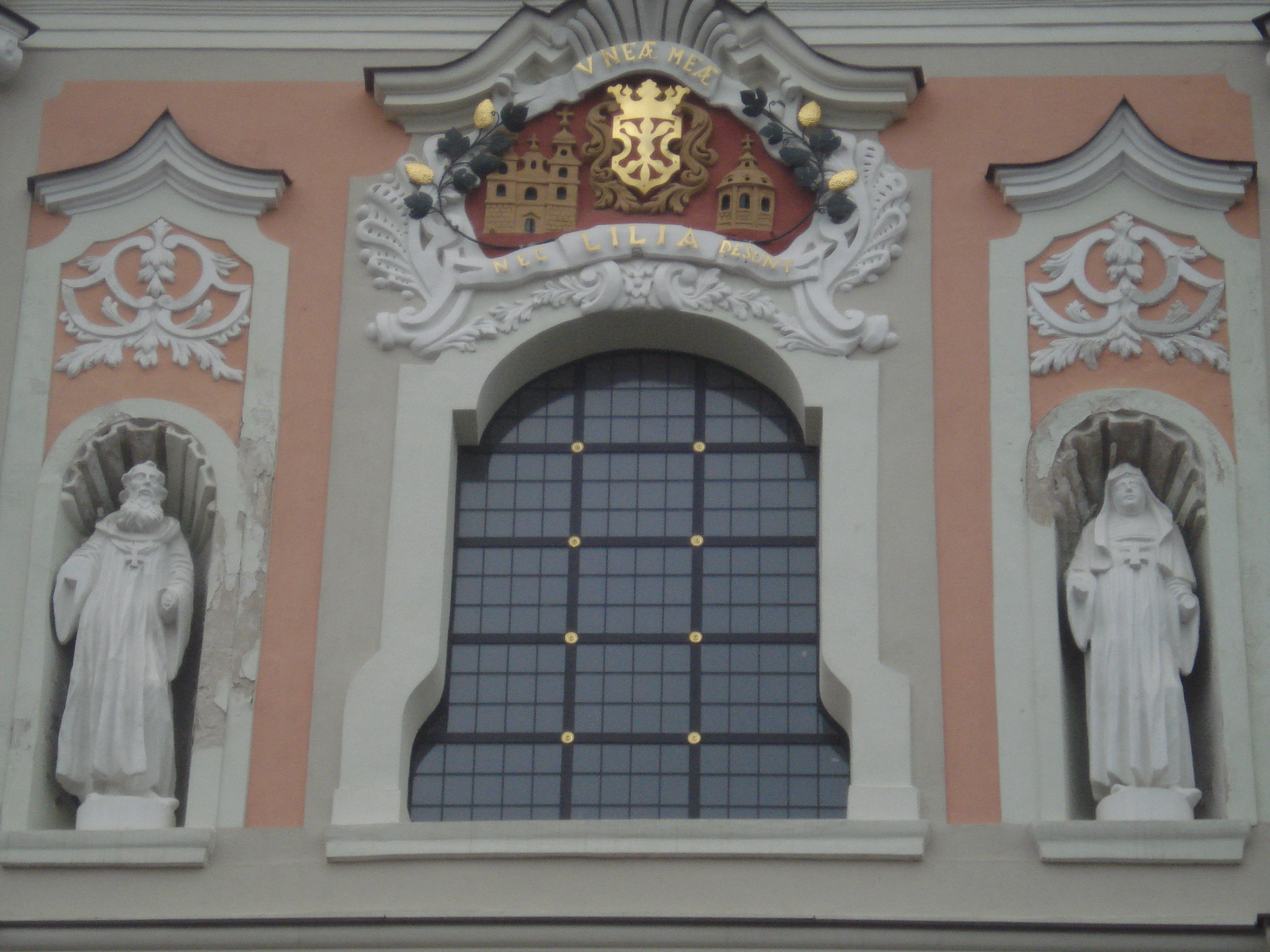
Статуи святого Бенедикта и святой Екатерины

Костёл представляет собой здание в стиле позднего барокко с декором в стиле рококо. При реконструкции по проекту Глаубица были надстроены две красивые башни главного фасада (выходящего в сквер) в стиле рококо. Между ними над фасадом был построен новый фронтон. Башни четырёх ярусов. Почти полное отсутствие декоративных элементов на нижнем ярусе сосредоточивает внимание на обильно декорированный в стиле барокко портал, обрамлённый пилястрами и колоннами, украшенный рельефным картушем с гербами и орнаментами. Капители пилястров второго яруса ионического ордера, окна и ниши орнаментированы. Третий ярус незначительно отличается от второго. Достаточно высокий фронтон между башнями делает незаметным отделённость башен от корпуса нефа. Четвёртый ярус заметно сужается. Это сужение сглаживается ажурными решётками, декоративными вазами, вырастающими из волют угловыми пилястрами. В пышное переплетение решётки вписана цифра «1743». Высота пятого яруса в два раза меньше четвёртого. Силуэты башен завершаются шлемами луковицеобразной формы.
Изящный декоративный фронтон был возведён над пресбитерием. Более узкий и низкий, чем корпус нефа, пресбитерий завершается полукруглой апсидой. Композицию главного фасада характеризует ритмическое равновесие вертикальных линий пилястров и горизонтальных линий карнизов. Орнаментика фронтона над пресбитерием с двумя нишами для статуй форм раннего рококо, изображающих святого Бенедикта и святую Екатерину, по обеим сторонам окна второго яруса.

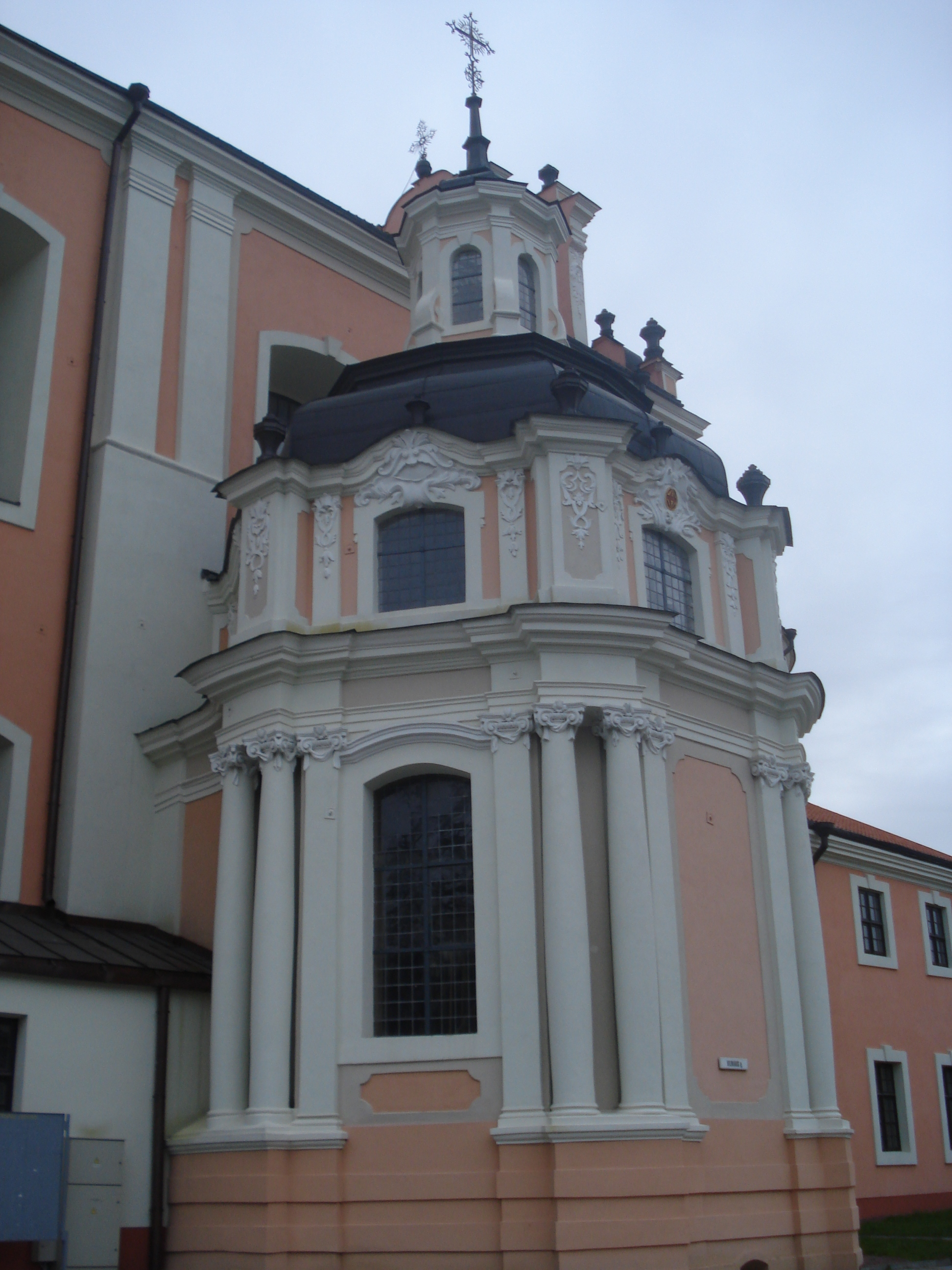
Часовня

Высота нефа 20 м. Боковой неф был превращён в коридор, в плане церковь стала однонефной и асимметричной. В интерьере своды цилиндрические с люнетами, девять пышных алтарей позднего барокко и амвон.

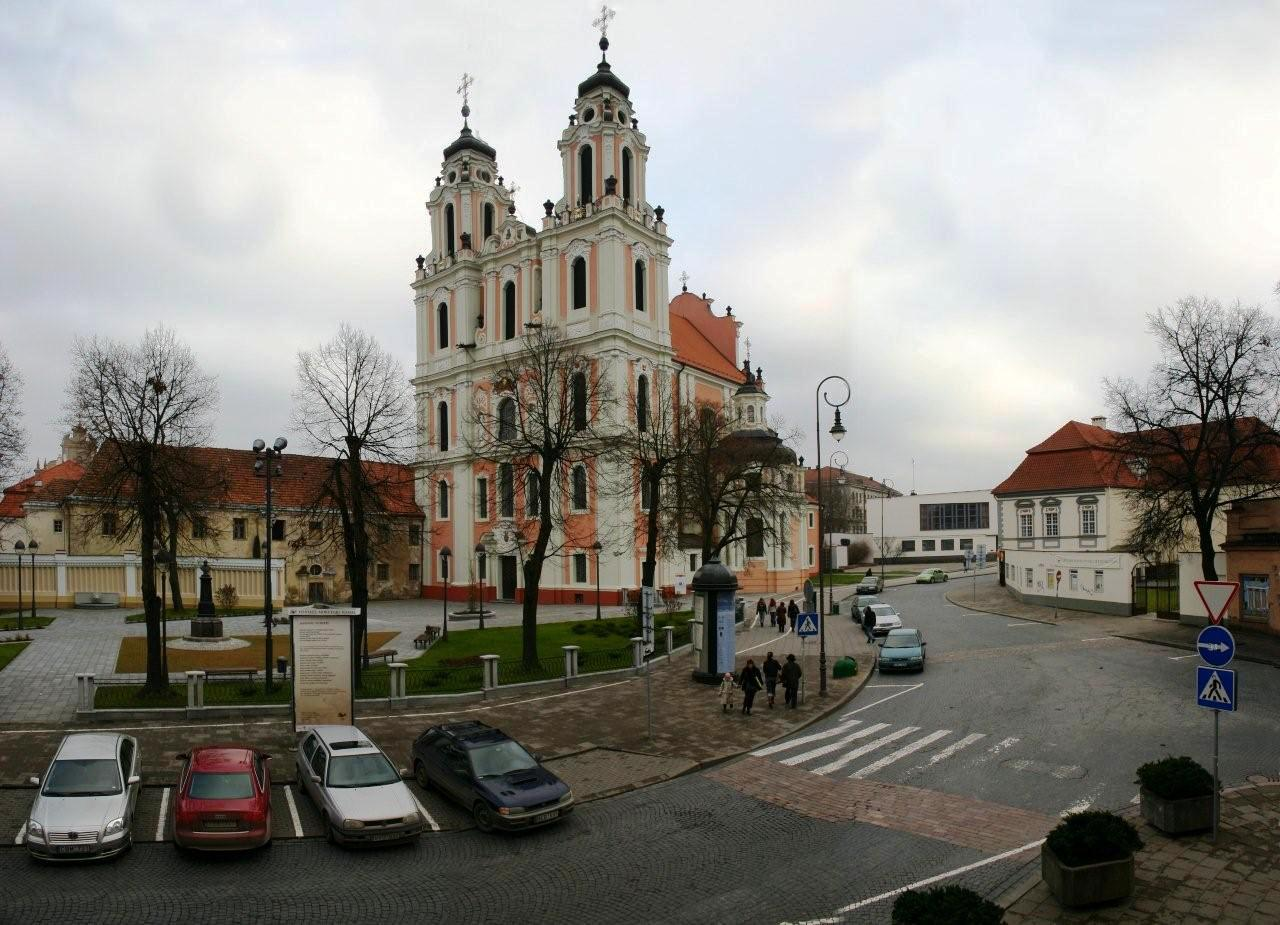
Костёл в панораме города

Четырёхугольная часовня Промысла Господня у южного бокового фасада (у улицы Вильняус) пристроена в начале XVIII века, перестроена в 1746 году в шестистенную снаружи и полукруглую внутри. По углам на высоком цоколе стоят парные белые колонны. Над карнизом возвышается барабан, над куполом с 12-угольной крышей — шестиугольный фонарь.
Прилегающие здания бывшего монастыря бенедиктинок (с жилыми и хозяйственными помещениями, школой) сохранились с XVI—XIX веков. Они отличаются особенно сложным планом нескольких корпусов и дворов разной площади и конфигурации.